# Chiesa di San Nicola (Massa d'Albe)
La chiesa di San Nicola è la parrocchiale di Albe, frazione di Massa d'Albe, in provincia dell'Aquila e diocesi di Avezzano; fa parte della forania di Magliano de' Marsi.

## Storia

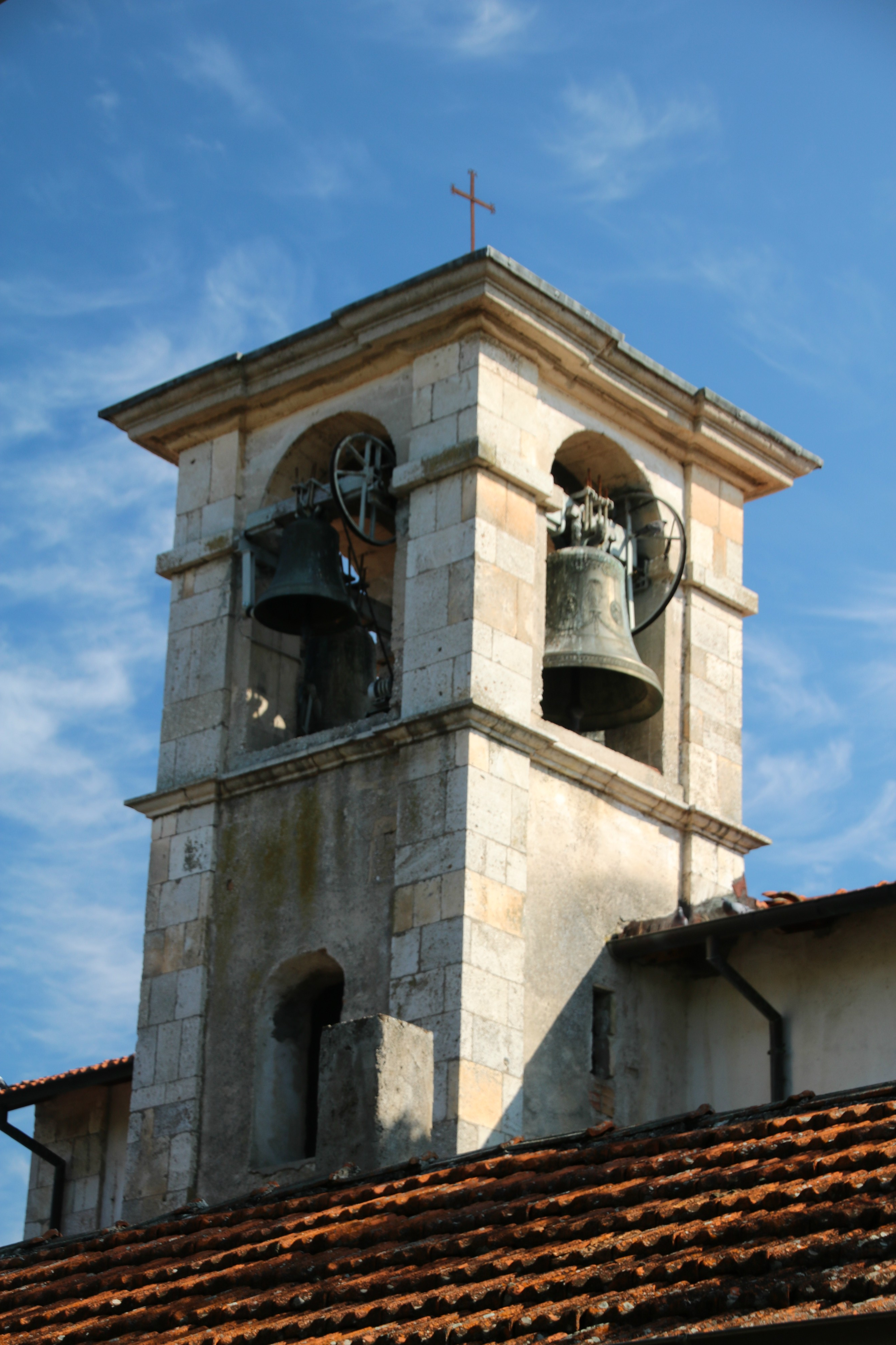
Il campanile della chiesa

Dopo il 1602, man mano sostituì d'importanza la diroccata chiesa di Santa Maria in Albe situata fuori dal paese.
A causa del terremoto della Marsica del 1915 la chiesa andò distrutta.
Nel 1936 la chiesa di San Nicola fu ricostruita e i ruderi di quella preesistente furono portati dalla collina di San Nicola al nuovo borgo di Albe, ricostruito più a valle e contiguo all'area archeologica di Alba Fucens.

## Aspetto

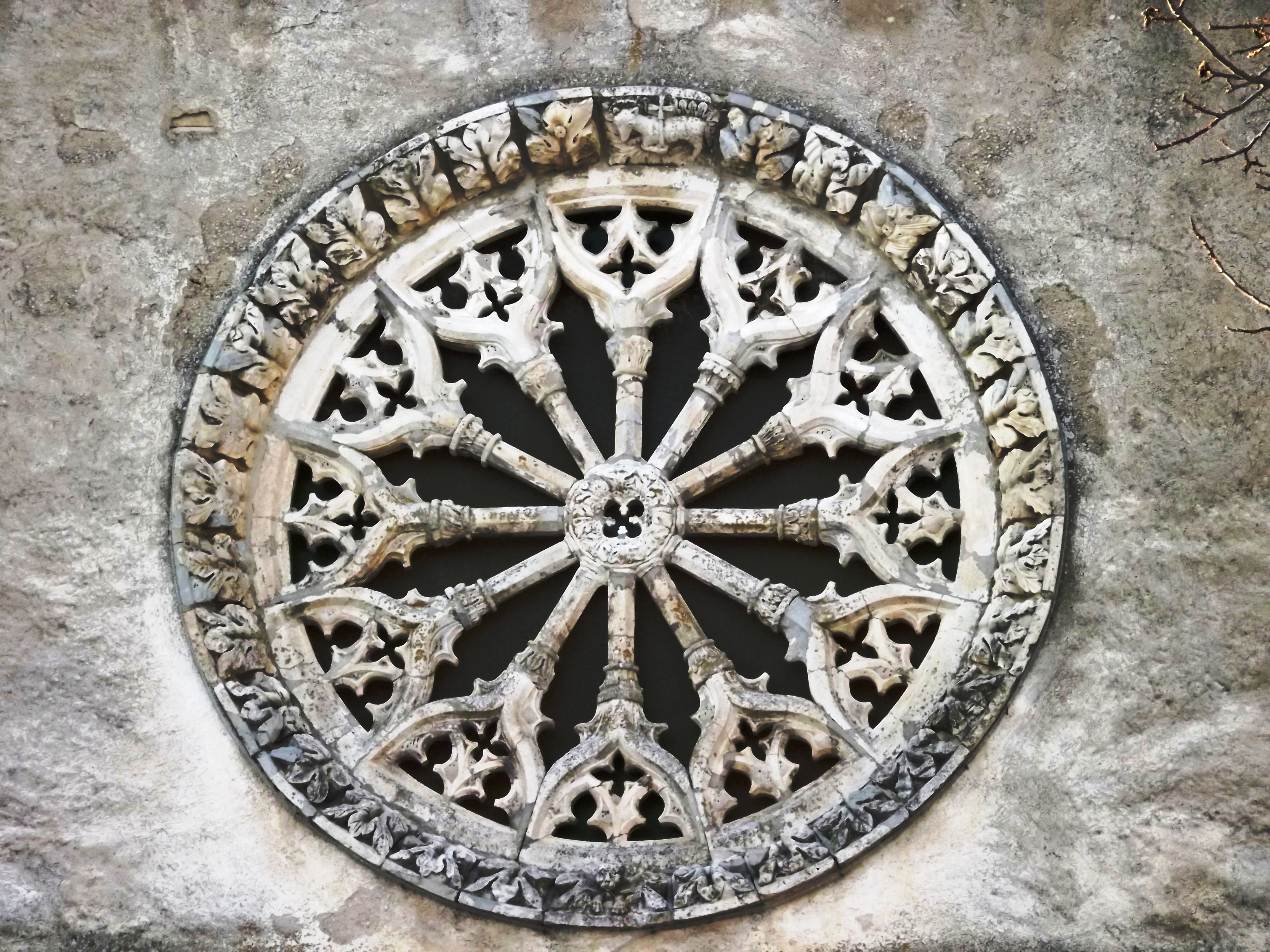
Il rosone della chiesa

La facciata era in blocchi di pietra squadrata provenienti dalle zone circostanti.
Il portone era sormontato da una lunetta con dipinto di San Nicola e della Madonna con Bambino.
Sopra vi era un rosone gotico d'ispirazione a quello della chiesa di Santa Lucia a Magliano dei Marsi.
Secondo alcuni studi l'esterno era a 3 navate ad abside semicircolare.
In seguito fu aggiunto un campanile di forma poligonale.